# Речица (Дмитровский район)
Ре́чица — посёлок в Дмитровском районе Орловской области. Входит в состав Долбёнкинского сельского поселения.

## География
Расположен на правом берегу реки Речицы. Через посёлок проходит автомобильная дорога «Железногорск—Дмитровск». Высота над уровнем моря — 244 м. Ближайшие населённые пункты — посёлки Артель-Труд и Опека. К востоку от Речицы расположено урочище Жерновец, к западу — урочище Робий.

## История
В 1926 году в посёлке было 15 дворов, проживало 93 человека (52 мужского пола и 41 женского). В то время Речица входила в состав Долбенкиского сельсовета Долбенкинской волости Дмитровского уезда. В 1937 году в посёлке было 11 дворов. Во время Великой Отечественной войны, с октября 1941 года по август 1943 года Речица находилась в зоне немецко-фашистской оккупации, на территории Локотского самоуправления. Бои за посёлок велись в апреле и августе 1943 года.

## Население
| 1926 | 1979 | 2002 | 2010 |
| ---- | ---- | ---- | ---- |
| 93   | ↘35  | ↘7   | ↗12  |